# Поляринов, Алексей Валерьевич
Алексей Валерьевич Поля́ринов (род. 27 декабря 1986, поселок Восход, Калужская область) — российский писатель, эссеист и переводчик. Финалист национальной литературной премии «Большая книга» (2021) и премии «НОС» (2021).

## Биография
Родился в поселке Восход в Калужской области. Детство провёл в поселке Рассвет в Ростовской области.
В 2008 году закончил Новочеркасскую государственную мелиоративную академию по специальности инженер-гидротехник. В 2011 году переехал в Москву, где поступил в Литературный институт им. Горького, но бросил после первого семестра, отдав предпочтение углубленному изучению английского языка.
Литературный дебют — роман «Запас прочности» (2012) вошел в длинный список премии Дебют и был удостоен специального упоминания жюри. Позднее роман получил название «Пейзаж с падением Икара».
В 2013 году завел блог об иностранной литературе в ЖЖ. Там в 2014 году познакомился с переводчиком Сергеем Карповым, совместно с которым на добровольных началах перевел первые сто страниц одного из своих любимых романов — «Бесконечной шутки» Дэвида Фостера Уоллеса.
С 2016 года публикует литературно-критические эссе и рассказы в различных интернет-изданиях, среди которых Горький, Афиша, Esquire, Дистопия, Pollen fanzine.
В 2020 году журнал Esquire выбрал его литературным апостолом современности в проекте «12 апостолов».
Первый опубликованный роман «Центр тяжести» (2018) вошел в длинный список премии Национальный бестселлер и получил приз читательских симпатий премии НОС. Второй роман «Риф» (2020) вошел в список финалистов национальной литературной премии Большая книга и список финалистов премии НОС. В 2021 году роман «Риф» был опубликован в Испании в переводе Александры Рыбалко Токаренко в издательстве Barrett.
После вторжения России в Украину уехал из страны. В настоящее время живёт и работает в Тбилиси, Грузия.
Третий роман «Кадавры» вышел весной 2024 года.

### Романы
- Центр тяжести. — Москва: Эксмо, 2018. — 480 с. (общий тираж — 16 000 экз.) ISBN 978-5-04-095505-3, переиздание в мягкой обложке Москва: Альпина. Проза, 2023. — 528 с. (тираж — 3 000 экз.) ISBN 978-5-00-139841-7
- Риф. — Москва: Эксмо, 2020. — 288 с. (общий тираж — 25 000 экз.) ISBN 978-5-04-109933-6
- Кадавры. — Москва: Эксмо, 2024. — 288 с. (тираж — 15 000 экз.) ISBN 978-5-04-195870-1

### Сборники эссе
- Почти два килограмма слов. — Москва: Individuum, 2019. — 278 с. (общий тираж — 12 500 экз.) ISBN 978-5-604-21960-7
- Ночная смена. — М: Альпина нон-фикшн, 2022. — 286 с. (тираж — 5 000 экз.) ISBN 978-5-00-139613-0

### Переводы
- Дэвид Фостер Уоллес «Бесконечная шутка» (англ. Infinite Jest), совместно с Сергеем Карповым
- Чарли Кауфман «Муравечество» (англ. Antkind), совместно с Сергеем Карповым
- Квентин Тарантино «Однажды в Голливуде» (англ. Once Upon a Time in Hollywood), совместно с Сергеем Карповым
- Дэвид Фостер Уоллес. Избранные эссе, совместно с Сергеем Карповым

## Избранная критика
- Янур Василиев. Алексей Поляринов. Кадавры. // Звезда. — 2024. — №11.
- Галина Юзефович. Ранящий и исцеляющий: Галина Юзефович — о романе «Кадавры» Алексея Поляринова
- Роман Персианинов. «Кадавры»: чем пугает новая книга Алексея Поляринова — о России с застывшими мертвецами
- Галина Юзефович. «Риф» Алексея Поляринова
- Микаэль Дессе. Из чего сделан «Риф» на примерах из кино
- Арсений Гаврицков. Холодный как риф (рецензия на роман «Риф»)
- Valentyna Kyselova. «Центр тяжести» Алексея Поляринова: деконструкция романа, смыслов и равновесия
- Полина Бояркина. Алексей Поляринов. Центр тяжести // Звезда. — 2019. — №8.
- Василий Геронимус. Человек как явление (рецензия на роман «Центр тяжести») // Знамя. — 2019. — №2.

## Премии и награды
- 2019 — Лауреат премии «НОС» в номинации «Приз читательских симпатий» (за роман «Центр тяжести»);
- 2021 — Финалист национальной литературной премии «Большая книга» (за роман «Риф»);
- 2021— Финалист премии «НОС» (за роман «Риф»);